# 陳佩玉
陳佩玉（1970年—），台中人，中華民國台灣官員，現為台中市選委會副總幹事，曾任台中市北區戶政事務所主任、台中市東區區長、台中市南區區長。

## 生平
陳佩玉自台中女中畢業後，就讀東吳大學政治系。
陳佩玉考取81年台灣省基層公務人員特考乙等考試（相當高等考試）進入公務體系，主要在台中市政府民政局服務，歷經原民事務課課長、自治行政科科長、地方發展科科長後，轉至戶政單位工作。
2015年，陳佩玉取得國立中興大學國家政策與公共事務研究所碩士學位。
2020年7月，陳佩玉轉任台中市南區區長。
2024年4月，陳佩玉南區區長工作表現獲肯定，調升台中市選舉委員會副總幹事，11職等。

## 爭議

### 疑似刁難罷免團體送件數量
2025年5月5日，台中罷免國民黨立委羅廷瑋的罷團「敲羅行動」送件第二階段連署書，罷團表示上午送件審查過程順利，下午審查過程中，台中市選委會副總幹事陳佩玉突然到現場，並以尺寸公差為由刪除多件連署書，剔除共92份連署書；陳佩玉表示，挑出之連署文件是肉眼可判斷與格式不符，第一時間挑出有疑義者，罷團也未曾反對，可能是下午剔除份數過多，罷團才提出質疑；經罷團拿出中選會公文據理力爭，陳佩玉兩度請示中選會，最後剔除數量為39份，總合格份數為46,237件，達成率由早上公布的169.3％變更為169.1%，罷免羅廷瑋達成率居大罷免立委名單中第一高。
5月6日，台中市議會民進黨團表達嚴正抗議，質疑陳佩玉曾任南區區長期間為羅廷瑋輔選奔走，認為市選委會應撤換陳佩玉，捍衛選務中立。